# جون يونغ (قسيس)
جون يونغ (بالإنجليزية: John F. Young)‏ (و. 1820 – 1885 م) هو قسيس، وكاهن أنجليكاني أمريكي، توفي عن عمر يناهز 65 عاماً.

## روابط خارجية
- جون يونغ على موقع ميوزك برينز (الإنجليزية)
- جون يونغ على موقع أول ميوزيك (الإنجليزية)
- جون يونغ على موقع ديسكوغز (الإنجليزية)